# 單邊主義
單邊主義是指国家、政党、公司等组织进行单方面行动的任何学说和思想。此类行动可能会无视其他当事方、不对其他当事方进行承诺。與多邊主義相对，都是國際關係中用來定義外交政策行為模式的專有名詞。單邊主義往往帶有民族主义和霸权主义的色彩，通常是具有重要影响力的组织才会奉行单边主义。

## 简介
單邊主義指的是國際社會中實力地位較強的某一個國家，為了落實對本國有利的外交政策而忽視多數國家的人民意願，違反國際社會潮流，不顧他國利益，拒絕採取協商途徑，憑藉自己的力量我行我素的行為。

## 美國
在美国，单边主义的外交政策以共和党为代表。民主黨亦重视双边主义，重视及倾向國与国之间的外交关系多于通过跨国际组织平台的国际接觸。